# Blue chip (trh cenných papírů)
Blue chip, blue chip stocks (česky „modrý žeton“) je termín, kterým se označují akcie největších a nejziskovějších společností, které jsou obchodovány na burze, mají stabilní růst a pravidelně vyplácejí dividendy. V České republice to jsou zejména tituly společností obchodované na hlavním trhu SPAD Burzy cenných papírů Praha tvořící Index PX.
Původní význam slovního spojení je převzat od modrých žetonů z kasina, které mívají nejvyšší hodnotu. Termín byl poprvé použit kolem roku 1923.